# Línea 5 (Urbanos de Aranjuez)
La línea 5 de la red de autobuses urbanos de Aranjuez une de forma circular la estación de tren con el PAU de La Montaña.

## Características
Fue puesta en servicio el 15 de octubre de 2021. Une la estación de ferrocarril de Aranjuez con el Hospital del Tajo, previo paso por la Urbanización El Mirador de Aranjuez.
Desde el 2 de junio de 2025, la línea llega al PAU de La Montaña, y deja de pasar por el polígono de Gonzalo Chacón y el interior de El Mirador.
La línea circula exclusivamente por el término municipal de Aranjuez. Como bien se expresa en la numeración interna del CRTM, recibe el número 5013. El primer dígito corresponde a la línea, en este caso la línea 5. Y los últimos tres dígitos corresponden al municipio por el que circula, en este caso 013 corresponde al municipio de Aranjuez.
La línea mantiene los mismos horarios todo el año (exceptuando las vísperas de festivo y festivos de Navidad).
Está operada por AISA mediante la concesión administrativa URCM-013 - Urbano de Aranjuez (Urbanos Comunidad de Madrid) del Consorcio Regional de Transportes de Madrid.

## Horarios
| Lunes a viernes laborables                       |    |    |    |    |    |    |    |    |    |    |    |    |    |    |    |
| L5 Circular: FF.CC. Aranjuez > Hospital del Tajo |    |    |    |    |    |    |    |    |    |    |    |    |    |    |    |
| 06                                               | 07 | 08 | 09 | 10 | 11 | 12 | 13 | 14 | 15 | 16 | 17 | 18 | 19 | 20 | 21 |
| 15L                                              | 45 |    | 15 | 45 |    | 15 | 45 |    | 15 | 45 |    | 15 | 45 |    | 15 |
| Sábados laborables, domingos y festivos          |    |    |    |    |    |    |    |    |    |    |    |    |    |    |    |
| L5 Circular: FF.CC. Aranjuez > Hospital del Tajo |    |    |    |    |    |    |    |    |    |    |    |    |    |    |    |
| 06                                               | 07 | 08 | 09 | 10 | 11 | 12 | 13 | 14 | 15 | 16 | 17 | 18 | 19 | 20 | 21 |
|                                                  | 45 |    | 15 | 45 |    | 15 | 45 |    | 15 | 45 |    | 15 | 45 |    | 15 |
| L No se realiza del 16 de julio al 31 de agosto  |    |    |    |    |    |    |    |    |    |    |    |    |    |    |    |

Paso por el Hospital del Tajo aproximadamente 30 minutos después de su salida de FF.CC. Aranjuez. Duración del recorrido circular completo aproximadamente 60 minutos.

## Recorrido y paradas
| Código | Zona | Localidad | Denominación de parada                      | Líneas de la parada | Cercanías |
| ------ | ---- | --------- | ------------------------------------------- | ------------------- | --------- |
| 09568  |      | Aranjuez  | Estación - Est. Aranjuez                    | 1 2 3 4 5           | Aranjuez  |
| 09641  |      | Aranjuez  | Escuadra - Pol. Ind. Pirelli                | 2 3 5               |           |
| 09570  |      | Aranjuez  | Escuadra - Pol. Ind. Pirelli                | 2 3 5               |           |
| 09578  |      | Aranjuez  | Cuesta Perdices - Santiago Rusiñol          | 2 3 5               |           |
| 09603  |      | Aranjuez  | Av. Loyola - Pza. Matadero                  | 2 5                 |           |
| 09605  |      | Aranjuez  | Av. Loyola - Pza. Paloma                    | 2 5                 |           |
| 09607  |      | Aranjuez  | Av. Loyola - Victoria Kamhi                 | 2 5                 |           |
| 18677  |      | Aranjuez  | Juan de Herrera - Faisanes                  | 2 5                 |           |
| 21325  |      | Aranjuez  | P.º Deleite - Isidro González Vázquez       | 2 5                 |           |
| 12474  |      | Aranjuez  | P.º Deleite - Fresno                        | 2 5                 |           |
| 09613  |      | Aranjuez  | P.º Deleite - Cuesta Perdices               | 2 5                 |           |
| 12308  |      | Aranjuez  | P.º Deleite - Valeras                       | 2 5                 |           |
| 16757  |      | Aranjuez  | P.º Deleite - Gta. Le Pecq                  | 3 5                 |           |
| 20639  |      | Aranjuez  | Gonzalo Chacón - Ctra. Cuesta del Regajal   | 5                   |           |
| 16760  |      | Aranjuez  | Andrés Martínez - Plaza de toros            | 3 5                 |           |
| 09627  |      | Aranjuez  | Av. Plaza de Toros - C.º Cruces             | 3 5                 |           |
| 09614  |      | Aranjuez  | Foso - Nuestra Sra. Azucena                 | 3 5                 |           |
| 09630  |      | Aranjuez  | Foso - San Pascual                          | 3 5                 |           |
| 20886  |      | Aranjuez  | Gobernador - Centro de mayores              | 5                   |           |
| 20444  |      | Aranjuez  | Rey - Infantas                              | 5                   |           |
| 19315  |      | Aranjuez  | Príncipe - Stuart                           | 430 4 5             |           |
| 20882  |      | Aranjuez  | Ctra. Madrid - Doce Calles                  | 4 5                 |           |
| 17433  |      | Aranjuez  | Hospital del Tajo                           | 429 430 4 5         |           |
| 16404  |      | Aranjuez  | Cuenca - Casino                             | 429 4 5             |           |
| 18355  |      | Aranjuez  | Úbeda - Islas Galápagos                     | 429 4 5             |           |
| 16405  |      | Aranjuez  | Gta. Valle del Loire - Av. Amazonas Central | 429 4 5             |           |
| 16406  |      | Aranjuez  | Santiago de Compostela - Praga              | 429 4 5             |           |
| 18679  |      | Aranjuez  | Santiago de Compostela - Oviedo             | 429 4 5             |           |
| 16407  |      | Aranjuez  | Av. Paz de Hiroshima - Santiago Compostela  | 429 4 5             |           |
| 16409  |      | Aranjuez  | Córdoba - Catedral de Burgos                | 429 4 5             |           |
| 17133  |      | Aranjuez  | Ciudad de Toledo - Patrimonio Mundial       | 429 4 5             |           |
| 17132  |      | Aranjuez  | Patrimonio Mundial - Casa Milá              | 429 4 5             |           |
| 17131  |      | Aranjuez  | Pza. UNESCO - Mérida                        | 429 4 5             |           |
| 17433  |      | Aranjuez  | Hospital del Tajo                           | 429 430 4 5         |           |
| 12207  |      | Aranjuez  | Almíbar - Infantas                          | 5                   |           |
| 15864  |      | Aranjuez  | Almíbar - Gobernador                        | 5                   |           |
| 09640  |      | Aranjuez  | Abastos - Concha                            | 1 2 5               |           |
| 20883  |      | Aranjuez  | Rey - Calandria                             | 5                   |           |
| 19429  |      | Aranjuez  | C.º de las Cruces - D. Andrés Martínez      | 5                   |           |
| 19430  |      | Aranjuez  | Ctra. Ontígola - Albergue                   | 5                   |           |
| 19431  |      | Aranjuez  | Dalí - Urb. El Mirador                      | 5                   |           |
| 19432  |      | Aranjuez  | Pintor Rosales - Fortuny                    | 5                   |           |
| 20884  |      | Aranjuez  | Fortuny - Punto Limpio                      | 5                   |           |
| 20885  |      | Aranjuez  | Av. Pza. Toros - Parroquia                  | 5                   |           |
| 09629  |      | Aranjuez  | Av. Pza. Toros - Foso                       | 3 5                 |           |
| 09626  |      | Aranjuez  | Av. Plaza de Toros - Cocha                  | 3 5                 |           |
| 16759  |      | Aranjuez  | Cap. Angosto G. Castrillón - Plaza de toros | 3 5                 |           |
| 20640  |      | Aranjuez  | Gonzalo Chacón - Ctra. Cuesta del Regajal   | 5                   |           |
| 12307  |      | Aranjuez  | P.º Deleite - Valeras                       | 2 5                 |           |
| 09612  |      | Aranjuez  | P.º Deleite - Parque de bomberos            | 2 5                 |           |
| 12473  |      | Aranjuez  | P.º Deleite - Fresno                        | 2 5                 |           |
| 21325  |      | Aranjuez  | P.º Deleite - Isidro González Vázquez       | 2 5                 |           |
| 18678  |      | Aranjuez  | Av. Loyola - Juan de Herrera                | 2 5                 |           |
| 09608  |      | Aranjuez  | Av. Loyola - Fresno                         | 2 5                 |           |
| 09606  |      | Aranjuez  | Av. Loyola - Pza. Paloma                    | 2 5                 |           |
| 09604  |      | Aranjuez  | Av. Loyola - Pza. Matadero                  | 2 5                 |           |
| 09639  |      | Aranjuez  | Cuesta Perdices - Santiago Rusiñol          | 2 3 5               |           |
| 09569  |      | Aranjuez  | Escuadra - Pol. Ind. Pirelli                | 2 3 5               |           |
| 09642  |      | Aranjuez  | Escuadra - Pol. Ind. Pirelli                | 2 3 5               |           |
| 09568  |      | Aranjuez  | Estación - Est. Aranjuez                    | 1 2 3 4 5           | Aranjuez  |